# Alte Gießerei (New Lanark)

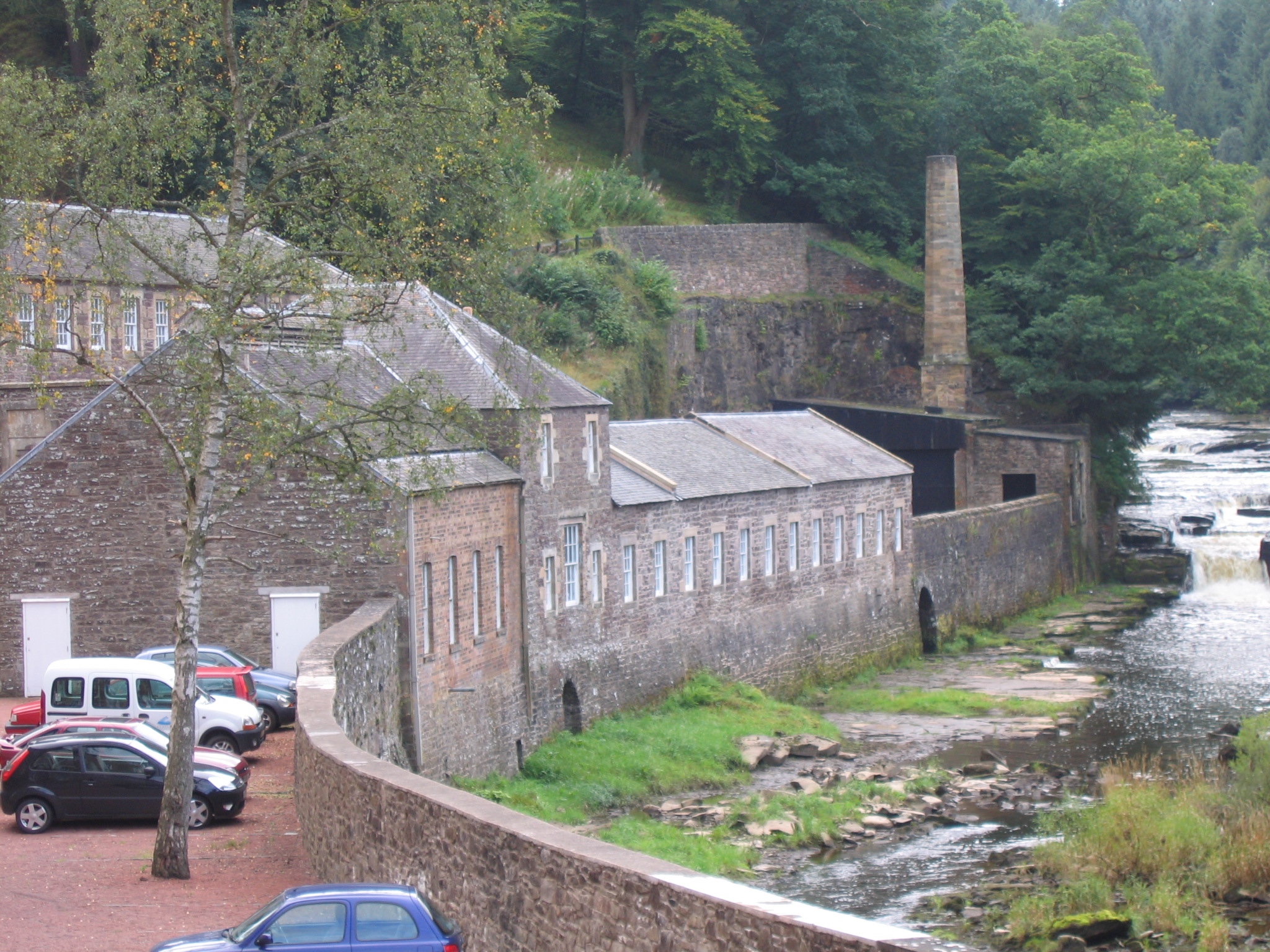
Die Alte Gießerei am Ufer des Clyde

Die Alte Gießerei von New Lanark ist eine ehemalige Gießerei in der schottischen Industriesiedlung New Lanark in der Council Area South Lanarkshire. Später wurde das Gebäude zu einer Textilfärberei umgebaut. Heute nutzt der Scottish Wildlife Trust die ehemalige Gießerei. 1971 wurde das Bauwerk in die schottischen Denkmallisten in der höchsten Denkmalkategorie A aufgenommen. Außerdem ist es Teil des Weltkulturerbes New Lanark.

## Geschichte
In der Mitte der 1780er Jahre ließen David Dale und dessen Nachfolger Robert Owen den Wollmühlenkomplex New Lanark erheblich erweitern. Owen ließ 1806 die Gießerei errichten. Als Eisen- und Messinggießerei fertigte sie im Wesentlichen für den eigenen Betrieb benötigte Metallteile. Damit wurde New Lanark weitgehend unabhängig von externen Versorgern. Einige Teile wurden auch für andere Mühlbetriebe gefertigt. So wurde beispielsweise 1811 ein Mühlrad für die Stanley Mills in Perthshire gegossen.
Der neue Eigentümer Henry Birkmyre ließ in den 1880er Jahren die Gießerei auf. Zur Erweiterung der Produktpalette ließ er in dem Gebäude eine Färberei einrichten. Hierzu waren verschiedene bauliche Veränderungen vonnöten. Unter anderem musste auf Grund der hohen Feuchtigkeit im Produktionsprozess die Entlüftung überarbeitet werden. Das sieben Meter durchmessende oberschlächtige Wasserrad, welches die Gießerei mit mechanischer Energie versorgte, wurde 1929 entfernt. Heute nutzt der Scottish Wildlife Fund die ehemalige Gießerei als Besucherzentrum.

## Beschreibung
Die Gebäudezeile am Südostrand des Komplexes ist 19 Achsen weit. Sie beschreibt einen leichten Bogen und folgt damit dem Lauf des Clyde, an dessen Ufer sie gelegen ist. Der Komplex kann in drei Abschnitte gegliedert werden, von denen der mittlere zweistöckig ist und mit einem Walmdach schließt. Die umgebenden Gebäudeteile sind hingegen nur einstöckig und schließen mit Satteldächern. Sämtliche Dächer sind mit grauem Schiefer eingedeckt. Das Mauerwerk der ehemaligen Gießerei besteht aus grob behauenem Bruchstein vom Sandstein mit Natursteineinfassungen. Eine Ausnahme bildet der nördlichste Gebäudeteil dessen flussseitige Außenmauer aus Ziegelstein besteht. Es sind im Wesentlichen zwölf- oder sechzehnteilige Sprossenfenster verbaut. Mit der gegenüberliegenden ehemaligen Werkstatt ist die Alte Gießerei über mehrere Bögen verbunden. An diesen wurden einst größere Bauteile zur Endmontage eingehängt.